# Championnats du monde de course en ligne de canoë-kayak de 1966
Navigation
Édition précédente Édition suivante
Les septièmes championnats du monde de course en ligne de canoë-kayak se sont déroulés à Berlin (Allemagne) en 1966.

## Podiums

### Hommes

#### Canoë
| Epreuve     | Or                                    | Temps | Argent                             | Temps | Bronze                         | Temps |
| C-1 1000 m  | Detlef Lewe (GER)                     |       | Tamás Wichmann (HUN)               |       | Anatoly Martinov (URS)         |       |
| C-1 10000 m | Antal Hajba (HUN)                     |       | Rudolf Penkava (TCH)               |       | Mikhail Zamothin (URS)         |       |
| C-2 1000 m  | ROU Vicol Calabiciov Serghei Covaliov |       | Suède Bernd Lindelöf Erik Zeidlitz |       | HUN Árpád Soltész Csaba Szantó |       |
| C-2 10000 m | ROU Petre Maxim Gheorghe Simionov     |       | URS Valeriy Drybas Andrey Chimish  |       | HUN András Peter István Cserha |       |

#### Kayak
| Epreuve              | Or                                                                      | Temps | Argent                                                                 | Temps | Bronze                                                                             | Temps |
| K-1 500 m            | Aurel Vernescu (ROU)                                                    |       | Erik Hansen (DEN)                                                      |       | Paul Hoekstra (NED)                                                                |       |
| K-1 1000 m           | Aleksandr Shaparenko (URS)                                              |       | Erik Hansen (DEN)                                                      |       | Imre Kemecsey (HUN)                                                                |       |
| K-1 10000 m          | Mihály Hesz (HUN)                                                       |       | Vladimir Zemlyakov (URS)                                               |       | Fritz Briel (GER)                                                                  |       |
| K-1 relais 4 × 500 m | URS Georgiy Karyuchin Yuriy Kabanov Villi Baltans Dmitry Matveyev       |       | HUN Mihály Hesz András Szente Ferenc Cseh Imre Kemecsey                |       | ROU Vasilie Nicoara Haralambie Ivanov Atanasie Sciotnic Aurel Vernescu             |       |
| K-2 500 m            | ROU Vasilie Nicoara Atanasie Sciotnic                                   |       | Allemagne de l'Ouest Heinz Büker Holger Zander                         |       | URS Vladimir Obratzhov Georgiy Karyuchin                                           |       |
| K-2 1000 m           | URS Aleksandr Shaparenko Yuriy Zhetchenko                               |       | ROM Aurel Vernescu Atanasie Sciotnic                                   |       | HUN Ferenc Cseh Endre Hazsik                                                       |       |
| K-2 10000 m          | HUN Imre Szöllősi László Fábián                                         |       | Norvège Egil Søby Jan Johansen                                         |       | Tchécoslovaquie Pavel Kvasil Frantisek Svec                                        |       |
| K-4 1000 m           | ROU Atanasie Sciotnic Mihai Țurcaș Haralambie Ivanov Anton Calenic      |       | Autriche Günther Pfaff Kurt Lindlgruber Helmut Hediger Gerhard Siebold |       | URS Aleksandr Shaparenko Yuriy Zhetchenko Vladimir Morosov Georgiy Karyuchin       |       |
| K-4 10000 m          | URS Nikolay Zhushikov Anatoli Grishin Vladimir Morozov Vyacheslav Yonov |       | HUN Imre Szöllősi László Fábián János Petroczy László Ürögi            |       | Allemagne de l'Est Günter Holzvoigt Wolfgang Lange Wolfgang Niedrig Siegwart Karbe |       |

### Femmes

#### Kayak
| Epreuve   | Or                                                                        | Temps | Argent                                                                       | Temps | Bronze                                                                               | Temps |
| K-1 500 m | Lyudmila Pinayeva (URS)                                                   |       | Roswitha Esser (GER)                                                         |       | Anita Kobuss (GDR)                                                                   |       |
| K-2 500 m | Allemagne de l'Est Anita Kobuss Helga Mühlberg-Ulze                       |       | URS Mariya Zhubina Antonina Seredina                                         |       | HUN Katalin Benkö Anna Pfeffer                                                       |       |
| K-4 500 m | URS Mariya Zhubina Antonina Seredina Lyudmila Pinayeva Nadezhda Levchenko |       | Allemagne de l'Ouest Sigrud Kummer Roswitha Esser Irene Rozema Renate Breuer |       | Allemagne de l'Est Käthe Pohland Karin Haftenberger Anita Kobuss Helga Mühlberg-Ulze |       |

## Tableau des médailles
| Rang  | Nation               | Or | Argent | Bronze | Total |
| ----- | -------------------- | -- | ------ | ------ | ----- |
| 1     | URS                  | 6  | 3      | 4      | 13    |
| 2     | ROU                  | 5  | 1      | 1      | 7     |
| 3     | HUN                  | 3  | 3      | 5      | 11    |
| 4     | Allemagne de l'Ouest | 1  | 3      | 1      | 5     |
| 5     | Allemagne de l'Est   | 1  | 0      | 3      | 4     |
| 6     | Danemark             | 0  | 2      | 0      | 2     |
| 7     | Tchécoslovaquie      | 0  | 1      | 1      | 2     |
| 8     | Autriche             | 0  | 1      | 0      | 1     |
| 9     | Norvège              | 0  | 1      | 0      | 1     |
| 10    | Suède                | 0  | 1      | 0      | 1     |
| 11    | Pays-Bas             | 0  | 0      | 1      | 1     |
| Total | Total                | 16 | 16     | 16     | 48    |